# Campeonato Brasileño de Fútbol Serie B 2015
El Campeonato Brasileño de Fútbol Serie B 2015, oficialmente Brasileirão Serie B Chevrolet 2015 por motivos de patrocinio, fue una competición de fútbol desarrollada en Brasil, en el marco de la segunda división. La misma comenzó el 8 de mayo de 2015 y finalizó el 28 de noviembre del mismo año.
Lo disputaron 20 clubes, de los cuales los cuatro mejores equipos ascendieron a la «Serie A 2016» y los cuatro últimos descendieron a la «Serie C 2016».
El campeón en esta temporada fue el Botafogo que se adjudicó el campeonato a falta de una fecha para la finalización del torneo. También ascendieron Santa Cruz, Vitória y América Mineiro. Por su parte descendieron Macaé, ABC, Boa Esporte y Mogi Mirim.

## Sistema de competición
Por diez años consecutivo, la Serie B es disputada por 20 clubes en partidos de ida y de vuelta por puntos. En cada ronda, los equipos juegan entre sí una vez. Los encuentros de la primera ronda se llevan a cabo en el mismo orden que en la segunda vuelta, solo que con la localía invertida. Es declarado campeón aquel equipo que obtiene más puntos después de 38 jornadas. Al final, los cuatro mejores equipos ascienden a la «Serie A 2015», al igual que los últimos cuatro descienden a la «Serie C 2015».

### Criterio de desempate
En caso de empate a puntos entre dos clubes, los criterios de empate se aplicarán en el siguiente orden:
1. Número de victorias
2. Diferencia de goles
3. Goles anotados
4. Partidos entre sí
5. Número de tarjetas rojas
6. Número de tarjetas amarillas
7. Sorteo

## Equipos participantes

### Ascensos y descensos
| Pos. | Ascendidos de la Serie C 2014 |
| ---- | ----------------------------- |
| 1.º  | Macaé                         |
| 2.º  | Paysandu                      |
| 3.º  | Mogi Mirim                    |
| 4.º  | CRB                           |

| Pos. | Descendidos en la Serie A 2014 |
| ---- | ------------------------------ |
| 17.º | Vitória                        |
| 18.º | Bahía                          |
| 19.º | Botafogo                       |
| 20.º | Criciúma                       |

### Información de los equipos
| Equipo              | Ciudad                 | Estadio          | Capacidad | Posición 2014  | Títulos |
| ------------------- | ---------------------- | ---------------- | --------- | -------------- | ------- |
| ABC                 | Natal, RN              | Frasqueirão      | 18 000    | 14.º           | 0       |
| América Mineiro     | Belo Horizonte, MG     | Independência    | 57 483    | 5.º            | 1       |
| Atlético Goianiense | Goiânia, GO            | Serra Dourada    | 42 000    | 7.º            | 0       |
| Bahía               | Salvador, BA           | Arena Fonte Nova | 50 025    | 18.º (Serie A) | 0       |
| Boa Esporte         | Varginha, MG           | Melão            | 15 471    | 6.º            | 0       |
| Botafogo            | Río de Janeiro, RJ     | Nilton Santos    | 46 831    | 19.º (Serie A) | 0       |
| Bragantino          | Bragança Paulista, SP  | Nabi Abi Chedid  | 17 022    | 16.º           | 1       |
| Ceará               | Fortaleza, CE          | Arena Castelão   | 63 903    | 8.º            | 0       |
| CRB                 | Maceió, AL             | Rei Pelé         | 17 126    | 4.º (Serie C)  | 0       |
| Criciúma            | Criciúma, SC           | Heriberto Hülse  | 19 900    | 20.º (Serie A) | 2       |
| Luverdense          | Lucas do Río Verde, MT | Passo das Emas   | 10 000    | 12.º           | 0       |
| Macaé               | Macaé, RJ              | Moacyrzão        | 15 000    | 1.º (Serie C)  | 0       |
| Mogi Mirim          | Mogi Mirim, SP         | Romildo Ferreira | 19 900    | 3.º (Serie C)  | 0       |
| Náutico             | Recife, PE             | Arena Pernambuco | 44 300    | 13.º           | 0       |
| Oeste               | Itápolis, SP           | dos Amaros       | 13 444    | 15.º           | 0       |
| Paraná              | Curitiba, PR           | Vila Campanema   | 44 300    | 11.º           | 2       |
| Paysandu            | Belém, PA              | Curuzu           | 16 200    | 2.º (Serie C)  | 2       |
| Sampaio Corrêa      | São Luís, MA           | Castelão         | 40 149    | 10.º           | 1       |
| Santa Cruz          | Recife, PE             | Arruda           | 60 044    | 9.º            | 0       |
| Vitória             | Salvador, BA           | Barradão         | 35 000    | 19.º (Serie A) | 0       |

### Distribución geográfica

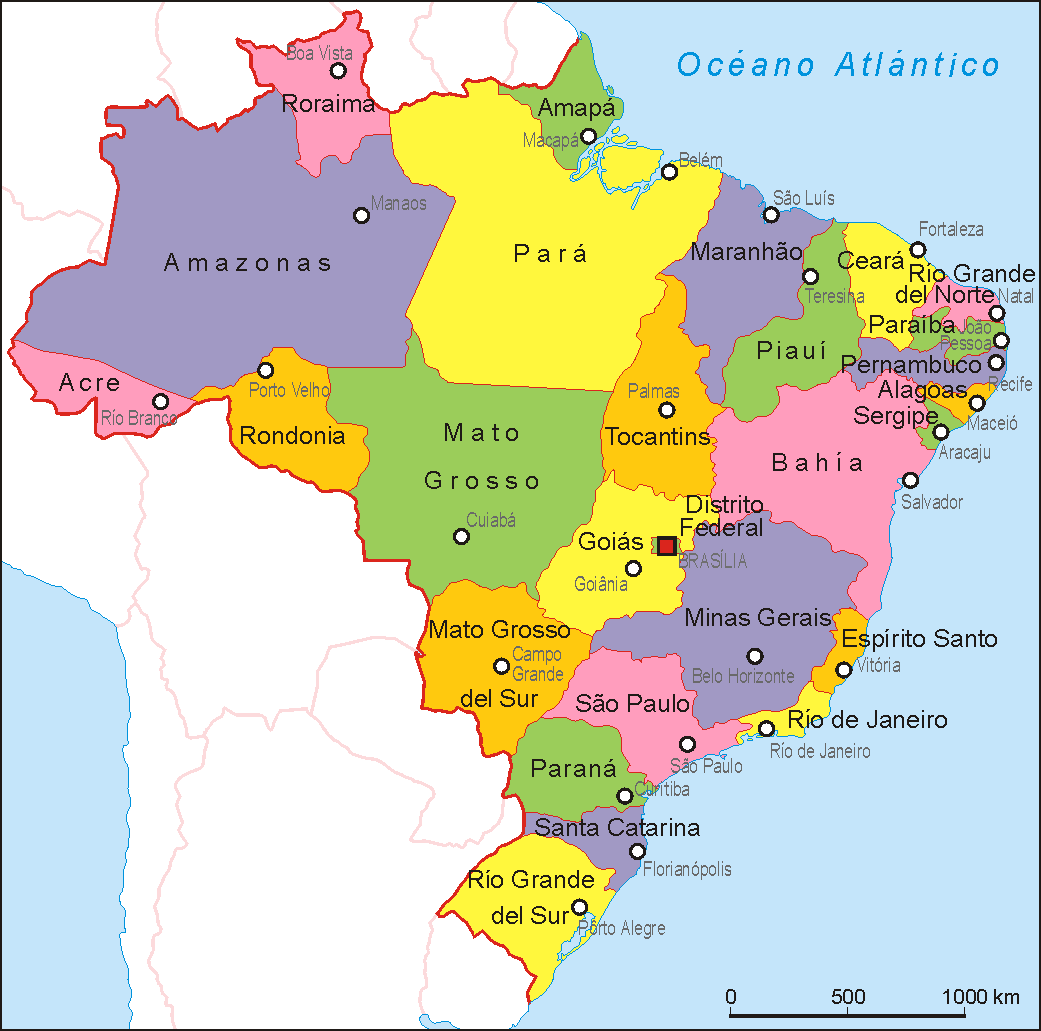
Estados de Brasil.

| Estado               | N.º | Equipos                        |
| -------------------- | --- | ------------------------------ |
| São Paulo            | 3   | Bragantino, Mogi Mirim y Oeste |
| Bahía                | 2   | Bahía y Vitória                |
| Minas Gerais         | 2   | América Mineiro y Boa Esporte  |
| Río de Janeiro       | 2   | Botafogo y Macaé               |
| Pernambuco           | 2   | Náutico y Santa Cruz           |
| Alagoas              | 1   | CRB                            |
| Ceará                | 1   | Ceará                          |
| Goiás                | 1   | Atlético Goianiense            |
| Maranhão             | 1   | Sampaio Corrêa                 |
| Mato Grosso          | 1   | Luverdense                     |
| Pará                 | 1   | Paysandu                       |
| Paraná               | 1   | Paraná                         |
| Río Grande del Norte | 1   | ABC                            |
| Santa Catarina       | 1   | Criciúma                       |
| Total                | 20  |                                |

## Tabla de posiciones
| Pos. | Equipo              | Pts. | PJ | PG | PE | PP | GF | GC | Dif. |
| ---- | ------------------- | ---- | -- | -- | -- | -- | -- | -- | ---- |
| 1.º  | Botafogo (C)        | 72   | 38 | 21 | 9  | 8  | 60 | 30 | 30   |
| 2.º  | Santa Cruz          | 67   | 38 | 20 | 7  | 11 | 63 | 43 | 20   |
| 3.º  | Vitória             | 66   | 38 | 19 | 9  | 10 | 58 | 40 | 18   |
| 4.º  | América Mineiro     | 65   | 38 | 19 | 8  | 11 | 55 | 39 | 16   |
| 5.º  | Náutico             | 63   | 38 | 18 | 9  | 11 | 49 | 42 | 7    |
| 6.º  | Bragantino          | 60   | 38 | 19 | 3  | 16 | 56 | 56 | 0    |
| 7.º  | Paysandu            | 60   | 38 | 17 | 9  | 12 | 49 | 40 | 9    |
| 8.º  | Sampaio Corrêa      | 58   | 38 | 15 | 13 | 10 | 51 | 43 | 8    |
| 9.º  | Bahía               | 58   | 38 | 15 | 13 | 10 | 48 | 41 | 7    |
| 10.º | Luverdense          | 54   | 38 | 15 | 9  | 14 | 46 | 40 | 6    |
| 11.º | CRB                 | 54   | 38 | 15 | 9  | 14 | 47 | 45 | 2    |
| 12.º | Criciúma            | 49   | 38 | 12 | 13 | 13 | 36 | 41 | −5   |
| 13.º | Paraná              | 47   | 38 | 12 | 11 | 15 | 39 | 43 | −4   |
| 14.º | Atlético Goianiense | 46   | 38 | 11 | 13 | 14 | 36 | 46 | −10  |
| 15.º | Ceará               | 45   | 38 | 12 | 9  | 17 | 42 | 50 | −8   |
| 16.º | Oeste               | 44   | 38 | 10 | 14 | 14 | 37 | 45 | −8   |
| 17.º | Macaé (D)           | 43   | 38 | 10 | 13 | 15 | 46 | 54 | −8   |
| 18.º | ABC (D)             | 32   | 38 | 6  | 14 | 18 | 41 | 64 | −23  |
| 19.º | Boa Esporte (D)     | 31   | 38 | 7  | 10 | 21 | 34 | 54 | −20  |
| 20.º | Mogi Mirim (D)      | 23   | 38 | 4  | 11 | 23 | 32 | 69 | −37  |

|  | Campeón. Ascendió a la Serie A 2016. (C) |
|  | Ascendió a la Serie A 2016.              |
|  | Descendió a la Serie C 2016. (D)         |

| Río de Janeiro       |
| Campeón              |
| Botafogo 1.er título |

### Evolución de las posiciones
- De la primera ubicación:

| Jornadas | Jornadas | Jornadas | Jornadas | Jornadas | Jornadas | Jornadas | Jornadas | Jornadas | Jornadas | Jornadas | Jornadas | Jornadas | Jornadas | Jornadas | Jornadas | Jornadas | Jornadas | Jornadas | Jornadas | Jornadas | Jornadas | Jornadas | Jornadas | Jornadas | Jornadas | Jornadas | Jornadas | Jornadas | Jornadas | Jornadas | Jornadas | Jornadas | Jornadas | Jornadas | Jornadas | Jornadas | Jornadas |
| -------- | -------- | -------- | -------- | -------- | -------- | -------- | -------- | -------- | -------- | -------- | -------- | -------- | -------- | -------- | -------- | -------- | -------- | -------- | -------- | -------- | -------- | -------- | -------- | -------- | -------- | -------- | -------- | -------- | -------- | -------- | -------- | -------- | -------- | -------- | -------- | -------- | -------- |
| 1        | 2        | 3        | 4        | 5        | 6        | 7        | 8        | 9        | 10       | 11       | 12       | 13       | 14       | 15       | 16       | 17       | 18       | 19       | 20       | 21       | 22       | 23       | 24       | 25       | 26       | 27       | 28       | 29       | 30       | 31       | 32       | 33       | 34       | 35       | 36       | 37       | 38       |
| CRB      | SAM      | NAU      | BAH      | BOT      | BOT      | BOT      | BOT      | BOT      | BOT      | BOT      | BOT      | BOT      | BOT      | BOT      | BOT      | VIT      | VIT      | VIT      | VIT      | VIT      | BOT      | BOT      | BOT      | BOT      | BOT      | BOT      | BOT      | BOT      | BOT      | BOT      | BOT      | BOT      | BOT      | BOT      | BOT      | BOT      | BOT      |

- De la última ubicación:

| Jornadas | Jornadas | Jornadas | Jornadas | Jornadas | Jornadas | Jornadas | Jornadas | Jornadas | Jornadas | Jornadas | Jornadas | Jornadas | Jornadas | Jornadas | Jornadas | Jornadas | Jornadas | Jornadas | Jornadas | Jornadas | Jornadas | Jornadas | Jornadas | Jornadas | Jornadas | Jornadas | Jornadas | Jornadas | Jornadas | Jornadas | Jornadas | Jornadas | Jornadas | Jornadas | Jornadas | Jornadas | Jornadas |
| -------- | -------- | -------- | -------- | -------- | -------- | -------- | -------- | -------- | -------- | -------- | -------- | -------- | -------- | -------- | -------- | -------- | -------- | -------- | -------- | -------- | -------- | -------- | -------- | -------- | -------- | -------- | -------- | -------- | -------- | -------- | -------- | -------- | -------- | -------- | -------- | -------- | -------- |
| 1        | 2        | 3        | 4        | 5        | 6        | 7        | 8        | 9        | 10       | 11       | 12       | 13       | 14       | 15       | 16       | 17       | 18       | 19       | 20       | 21       | 22       | 23       | 24       | 25       | 26       | 27       | 28       | 29       | 30       | 31       | 32       | 33       | 34       | 35       | 36       | 37       | 38       |
| BRG      | MOG      | MOG      | BOA      | MOG      | MOG      | MOG      | MOG      | MOG      | MOG      | MOG      | MOG      | CEA      | CEA      | CEA      | CEA      | CEA      | CEA      | CEA      | MOG      | CEA      | MOG      | MOG      | ABC      | MOG      | MOG      | MOG      | MOG      | MOG      | MOG      | MOG      | MOG      | MOG      | MOG      | MOG      | MOG      | MOG      | MOG      |

## Resultados

### Primera ronda
| ABC                 | 0 - 1 | Oeste          |
| Atlético Goianiense | 1 - 0 | Boa Esporte    |
| Paraná              | 1 - 0 | Ceará          |
| Mogi Mirim          | 1 - 2 | Criciúma       |
| Vitória             | 0 - 2 | Sampaio Corrêa |
| Macaé               | 2 - 0 | Santa Cruz     |
| América Mineiro     | 1 - 1 | Bahia          |
| Náutico             | 1 - 0 | Luverdense     |
| Paysandu            | 0 - 1 | Botafogo       |
| CRB                 | 2 - 0 | Bragantino     |

| Bahia          | 4 - 1 | Mogi Mirim          |
| Sampaio Corrêa | 3 - 1 | Macaé               |
| Santa Cruz     | 4 - 1 | Paraná              |
| Criciúma       | 0 - 2 | ABC                 |
| Botafogo       | 4 - 1 | CRB                 |
| Bragantino     | 1 - 0 | Paysandu            |
| Boa Esporte    | 0 - 1 | Náutico             |
| Oeste          | 1 - 2 | Vitória             |
| Ceará          | 2 - 0 | Atlético Goianiense |
| Luverdense     | 1 - 0 | América Mineiro     |

| Macaé               | 4 - 2 | Oeste          |
| Náutico             | 2 - 0 | Criciúma       |
| Vitória             | 4 - 1 | Bragantino     |
| Mogi Mirim          | 1 - 1 | Sampaio Corrêa |
| América Mineiro     | 4 - 1 | Santa Cruz     |
| Paraná              | 1 - 1 | Boa Esporte    |
| Paysandu            | 2 - 1 | Ceará          |
| Atlético Goianiense | 0 - 0 | Botafogo       |
| ABC                 | 1 - 1 | Luverdense     |
| CRB                 | 0 - 3 | Bahia          |

| Ceará          | 1 - 1 | CRB                 |
| Bragantino     | 0 - 1 | América Mineiro     |
| Santa Cruz     | 0 - 1 | ABC                 |
| Bahia          | 1 - 0 | Paraná              |
| Botafogo       | 2 - 0 | Vitória             |
| Boa Esporte    | 0 - 1 | Paysandu            |
| Criciúma       | 1 - 0 | Atlético Goianiense |
| Sampaio Corrêa | 1 - 1 | Náutico             |
| Luverdense     | 1 - 2 | Macaé               |
| Oeste          | 0 - 0 | Mogi Mirim          |

| Vitória             | 2 - 1 | Criciúma       |
| Mogi Mirim          | 0 - 2 | Boa Esporte    |
| América Mineiro     | 1 - 0 | Sampaio Corrêa |
| Paysandu            | 2 - 1 | Santa Cruz     |
| Náutico             | 2 - 0 | Ceará          |
| ABC                 | 1 - 1 | Bragantino     |
| Macaé               | 0 - 0 | Bahia          |
| Paraná              | 1 - 2 | Botafogo       |
| Atlético Goianiense | 0 - 1 | Luverdense     |
| CRB                 | 3 - 0 | Oeste          |

| Vitória     | 3 - 1 | Atlético Goianiense |
| Náutico     | 2 - 1 | América Mineiro     |
| Botafogo    | 3 - 0 | Mogi Mirim          |
| Bragantino  | 2 - 0 | Bahia               |
| Criciúma    | 0 - 3 | Macaé               |
| Ceará       | 1 - 3 | Sampaio Corrêa      |
| Luverdense  | 2 - 2 | Santa Cruz          |
| Boa Esporte | 1 - 2 | Oeste               |
| Paysandu    | 2 - 1 | Paraná              |
| CRB         | 0 - 1 | ABC                 |

| Paraná              | 1 - 0 | Luverdense  |
| Oeste               | 0 - 1 | Botafogo    |
| Sampaio Corrêa      | 3 - 1 | Criciúma    |
| ABC                 | 0 - 2 | Paysandu    |
| Santa Cruz          | 0 - 0 | Boa Esporte |
| Bahia               | 1 - 0 | Ceará       |
| Mogi Mirim          | 1 - 1 | Vitória     |
| Atlético Goianiense | 2 - 0 | Náutico     |
| Macaé               | 2 - 5 | Bragantino  |
| América Mineiro     | 1 - 0 | CRB         |

| Náutico         | 1 - 1 | Paysandu            |
| Luverdense      | 0 - 1 | Criciúma            |
| Paraná          | 3 - 1 | Mogi Mirim          |
| Sampaio Corrêa  | 0 - 0 | Bahia               |
| Botafogo        | 1 - 1 | Boa Esporte         |
| Vitória         | 2 - 0 | ABC                 |
| América Mineiro | 1 - 0 | Atlético Goianiense |
| Ceará           | 3 - 3 | Santa Cruz          |
| Bragantino      | 3 - 1 | Oeste               |
| CRB             | 3 - 1 | Macaé               |

| Criciúma            | 2 - 2 | América Mineiro |
| Paysandu            | 1 - 0 | Vitória         |
| Atlético Goianiense | 1 - 1 | Paraná          |
| Oeste               | 2 - 0 | Ceará           |
| Bahia               | 1 - 0 | Luverdense      |
| Macaé               | 4 - 2 | Botafogo        |
| Mogi Mirim          | 0 - 1 | CRB             |
| Santa Cruz          | 1 - 0 | Sampaio Corrêa  |
| ABC                 | 3 - 3 | Náutico         |
| Boa Esporte         | 3 - 0 | Bragantino      |

| Paysandu        | 2 - 0 | Atlético Goianiense |
| Luverdense      | 3 - 0 | Ceará               |
| Paraná          | 0 - 0 | Criciúma            |
| Botafogo        | 5 - 0 | Sampaio Corrêa      |
| Vitória         | 4 - 1 | Bahia               |
| Bragantino      | 1 - 2 | Santa Cruz          |
| Náutico         | 2 - 1 | Oeste               |
| ABC             | 1 - 1 | Macaé               |
| América Mineiro | 3 - 1 | Mogi Mirim          |
| CRB             | 1 - 1 | Boa Esporte         |

| Bahia               | 2 - 0 | Paysandu        |
| Macaé               | 1 - 1 | América Mineiro |
| Mogi Mirim          | 2 - 1 | Náutico         |
| Boa Esporte         | 0 - 0 | Vitória         |
| Criciúma            | 1 - 0 | Bragantino      |
| Sampaio Corrêa      | 3 - 1 | Luverdense      |
| Atlético Goianiense | 1 - 2 | ABC             |
| Oeste               | 2 - 1 | Paraná          |
| Santa Cruz          | 2 - 1 | CRB             |
| Ceará               | 0 - 0 | Botafogo        |

| Macaé               | 2 - 1 | Paysandu    |
| Ceará               | 1 - 1 | Criciúma    |
| Atlético Goianiense | 1 - 1 | Mogi Mirim  |
| Bragantino          | 1 - 0 | Botafogo    |
| América Mineiro     | 2 - 1 | ABC         |
| Paraná              | 0 - 1 | Vitória     |
| Sampaio Corrêa      | 3 - 0 | Boa Esporte |
| Náutico             | 2 - 1 | Santa Cruz  |
| CRB                 | 0 - 0 | Luverdense  |
| Bahia               | 1 - 0 | Oeste       |

| Mogi Mirim  | 3 - 1 | Macaé               |
| ABC         | 1 - 4 | Paraná              |
| Vitória     | 3 - 1 | CRB                 |
| Luverdense  | 2 - 1 | Bragantino          |
| Botafogo    | 1 - 0 | Náutico             |
| Criciúma    | 2 - 1 | Bahia               |
| Paysandu    | 1 - 1 | Sampaio Corrêa      |
| Santa Cruz  | 3 - 0 | Atlético Goianiense |
| Boa Esporte | 0 - 0 | Ceará               |
| Oeste       | 3 - 1 | América Mineiro     |

| Macaé           | 0 - 0 | Paraná              |
| América Mineiro | 2 - 0 | Boa Esporte         |
| Bragantino      | 0 - 1 | Atlético Goianiense |
| Bahia           | 1 - 1 | Botafogo            |
| Criciúma        | 0 - 0 | Santa Cruz          |
| Sampaio Corrêa  | 3 - 2 | ABC                 |
| Náutico         | 2 - 1 | Vitória             |
| CRB             | 3 - 0 | Paysandu            |
| Ceará           | 2 - 3 | Mogi Mirim          |
| Luverdense      | 1 - 1 | Oeste               |

| Vitória             | 0 - 0 | Macaé           |
| Mogi Mirim          | 2 - 3 | Bragantino      |
| Boa Esporte         | 2 - 1 | Luverdense      |
| Paraná              | 2 - 0 | Náutico         |
| Paysandu            | 2 - 0 | América Mineiro |
| Santa Cruz          | 3 - 1 | Bahia           |
| ABC                 | 0 - 1 | Ceará           |
| Oeste               | 1 - 0 | Sampaio Corrêa  |
| Botafogo            | 0 - 0 | Criciúma        |
| Atlético Goianiense | 1 - 0 | CRB             |

| Boa Esporte         | 1 - 1 | Criciúma        |
| Paysandu            | 1 - 1 | Mogi Mirim      |
| ABC                 | 0 - 3 | Bahia           |
| Vitória             | 1 - 1 | América Mineiro |
| Botafogo            | 0 - 0 | Luverdense      |
| Paraná              | 0 - 0 | CRB             |
| Náutico             | 1 - 1 | Macaé           |
| Atlético Goianiense | 3 - 1 | Sampaio Corrêa  |
| Oeste               | 1 - 0 | Santa Cruz      |
| Bragantino          | 3 - 0 | Ceará           |

| América Mineiro | 2 - 0 | Paraná              |
| Sampaio Corrêa  | 2 - 0 | Bragantino          |
| Criciúma        | 3 - 2 | Oeste               |
| Luverdense      | 1 - 0 | Paysandu            |
| Bahia           | 4 - 1 | Boa Esporte         |
| Macaé           | 0 - 1 | Atlético Goianiense |
| Santa Cruz      | 1 - 0 | Botafogo            |
| Ceará           | 1 - 2 | Vitória             |
| CRB             | 1 - 0 | Náutico             |
| Mogi Mirim      | 2 - 2 | ABC                 |

| Bahia          | 1 - 1 | Náutico             |
| Criciúma       | 1 - 0 | Paysandu            |
| Sampaio Corrêa | 1 - 0 | CRB                 |
| Santa Cruz     | 2 - 1 | Mogi Mirim          |
| Ceará          | 0 - 2 | América Mineiro     |
| Oeste          | 0 - 0 | Atlético Goianiense |
| Luverdense     | 0 - 2 | Vitória             |
| Botafogo       | 3 - 1 | ABC                 |
| Bragantino     | 2 - 1 | Paraná              |
| Boa Esporte    | 2 - 1 | Macaé               |

| Vitória             | 2 - 1 | Santa Cruz     |
| Paraná              | 1 - 0 | Sampaio Corrêa |
| Atlético Goianiense | 1 - 1 | Bahia          |
| América Mineiro     | 1 - 2 | Botafogo       |
| Paysandu            | 3 - 1 | Oeste          |
| Náutico             | 3 - 1 | Bragantino     |
| ABC                 | 0 - 1 | Boa Esporte    |
| CRB                 | 3 - 1 | Criciúma       |
| Macaé               | 1 - 2 | Ceará          |
| Mogi Mirim          | 1 - 1 | Luverdense     |

### Segunda ronda
| Criciúma       | 0 - 0 | Mogi Mirim          |
| Santa Cruz     | 1 - 0 | Macaé               |
| Bahia          | 1 - 1 | América Mineiro     |
| Bragantino     | 2 - 1 | CRB                 |
| Boa Esporte    | 2 - 2 | Atlético Goianiense |
| Sampaio Corrêa | 1 - 0 | Vitória             |
| Luverdense     | 5 - 1 | Náutico             |
| Oeste          | 1 - 1 | ABC                 |
| Botafogo       | 2 - 3 | Paysandu            |
| Ceará          | 4 - 3 | Paraná              |

| Vitória             | 1 - 1 | Oeste          |
| ABC                 | 2 - 2 | Criciúma       |
| América Mineiro     | 1 - 2 | Luverdense     |
| CRB                 | 2 - 1 | Botafogo       |
| Macaé               | 1 - 1 | Sampaio Corrêa |
| Paraná              | 3 - 2 | Santa Cruz     |
| Paysandu            | 2 - 0 | Bragantino     |
| Náutico             | 1 - 0 | Boa Esporte    |
| Atlético Goianiense | 3 - 2 | Ceará          |
| Mogi Mirim          | 1 - 1 | Bahia          |

| Criciúma       | 1 - 0 | Náutico             |
| Ceará          | 0 - 0 | Paysandu            |
| Bahia          | 3 - 2 | CRB                 |
| Bragantino     | 2 - 1 | Vitória             |
| Boa Esporte    | 1 - 2 | Paraná              |
| Sampaio Corrêa | 3 - 1 | Mogi Mirim          |
| Santa Cruz     | 2 - 1 | América Mineiro     |
| Luverdense     | 1 - 1 | ABC                 |
| Botafogo       | 4 - 0 | Atlético Goianiense |
| Oeste          | 1 - 2 | Macaé               |

| Mogi Mirim          | 0 - 0 | Oeste          |
| Náutico             | 1 - 1 | Sampaio Corrêa |
| ABC                 | 1 - 1 | Santa Cruz     |
| CRB                 | 1 - 3 | Ceará          |
| Macaé               | 1 - 3 | Luverdense     |
| Paraná              | 1 - 0 | Bahia          |
| Vitória             | 1 - 2 | Botafogo       |
| América Mineiro     | 1 - 2 | Bragantino     |
| Paysandu            | 3 - 2 | Boa Esporte    |
| Atlético Goianiense | 0 - 0 | Criciúma       |

| Oeste          | 0 - 0 | CRB                 |
| Ceará          | 1 - 0 | Náutico             |
| Sampaio Corrêa | 0 - 2 | América Mineiro     |
| Bahia          | 1 - 0 | Macaé               |
| Botafogo       | 2 - 1 | Paraná              |
| Bragantino     | 3 - 1 | ABC                 |
| Boa Esporte    | 0 - 1 | Mogi Mirim          |
| Criciúma       | 2 - 3 | Vitória             |
| Santa Cruz     | 1 - 2 | Paysandu            |
| Luverdense     | 1 - 1 | Atlético Goianiense |

| Bahia               | 3 - 2 | Bragantino  |
| Paraná              | 1 - 1 | Paysandu    |
| Oeste               | 2 - 1 | Boa Esporte |
| Mogi Mirim          | 0 - 3 | Botafogo    |
| América Mineiro     | 2 - 1 | Náutico     |
| Sampaio Corrêa      | 1 - 0 | Ceará       |
| Santa Cruz          | 2 - 0 | Luverdense  |
| ABC                 | 0 - 0 | CRB         |
| Atlético Goianiense | 0 - 0 | Vitória     |
| Macaé               | 1 - 1 | Criciúma    |

| Bragantino  | 2 - 2 | Macaé               |
| Ceará       | 2 - 2 | Bahia               |
| Vitória     | 4 - 1 | Mogi Mirim          |
| Criciúma    | 1 - 1 | Sampaio Corrêa      |
| Paysandu    | 3 - 2 | ABC                 |
| Náutico     | 1 - 1 | Atlético Goianiense |
| Luverdense  | 2 - 0 | Paraná              |
| CRB         | 1 - 0 | América Mineiro     |
| Botafogo    | 1 - 1 | Oeste               |
| Boa Esporte | 1 - 3 | Santa Cruz          |

| ABC                 | 0 - 0 | Vitória         |
| Atlético Goianiense | 1 - 1 | América Mineiro |
| Boa Esporte         | 0 - 1 | Botafogo        |
| Bahia               | 1 - 1 | Sampaio Corrêa  |
| Mogi Mirim          | 1 - 2 | Paraná          |
| Paysandu            | 0 - 1 | Náutico         |
| Santa Cruz          | 2 - 1 | Ceará           |
| Oeste               | 1 - 1 | Bragantino      |
| Macaé               | 0 - 0 | CRB             |
| Criciúma            | 0 - 1 | Luverdense      |

| Botafogo        | 2 - 1 | Macaé               |
| Bragantino      | 2 - 1 | Boa Esporte         |
| América Mineiro | 2 - 1 | Criciúma            |
| Vitória         | 3 - 1 | Paysandu            |
| Sampaio Corrêa  | 0 - 0 | Santa Cruz          |
| Náutico         | 3 - 0 | ABC                 |
| Ceará           | 1 - 1 | Oeste               |
| CRB             | 2 - 1 | Mogi Mirim          |
| Paraná          | 1 - 2 | Atlético Goianiense |
| Luverdense      | 2 - 2 | Bahia               |

| Santa Cruz          | 3 - 1 | Bragantino      |
| Ceará               | 0 - 1 | Luverdense      |
| Criciúma            | 0 - 0 | Paraná          |
| Sampaio Corrêa      | 2 - 2 | Botafogo        |
| Bahia               | 1 - 3 | Vitória         |
| Macaé               | 3 - 1 | ABC             |
| Boa Esporte         | 1 - 3 | CRB             |
| Atlético Goianiense | 2 - 1 | Paysandu        |
| Oeste               | 2 - 0 | Náutico         |
| Mogi Mirim          | 1 - 2 | América Mineiro |

| Bragantino      | 2 - 0 | Criciúma            |
| América Mineiro | 1 - 0 | Macaé               |
| Paraná          | 1 - 1 | Oeste               |
| Náutico         | 1 - 0 | Mogi Mirim          |
| ABC             | 1 - 1 | Atlético Goianiense |
| CRB             | 3 - 2 | Santa Cruz          |
| Paysandú        | 0 - 0 | Bahia               |
| Luverdense      | 2 - 1 | Sampaio Corrêa      |
| Vitória         | 2 - 1 | Boa Esporte         |
| Botafogo        | 0 - 1 | Ceará               |

| Boa Esporte | 2 - 2 | Sampaio Corrêa      |
| Vitória     | 1 - 1 | Paraná              |
| Botafogo    | 4 - 0 | Bragantino          |
| Mogi Mirim  | 0 - 2 | Atlético Goianiense |
| Criciúma    | 3 - 0 | Ceará               |
| Santa Cruz  | 1 - 3 | Náutico             |
| ABC         | 4 - 2 | América Mineiro     |
| Oeste       | 0 - 1 | Bahia               |
| Paysandu    | 1 - 1 | Macaé               |
| Luverdense  | 2 - 0 | CRB                 |

| Bahia               | 1 - 0 | Criciúma    |
| Macaé               | 1 - 0 | Mogi Mirim  |
| América Mineiro     | 2 - 1 | Oeste       |
| Sampaio Corrêa      | 2 - 0 | Paysandu    |
| Náutico             | 1 - 4 | Botafogo    |
| Atlético Goianiense | 0 - 0 | Santa Cruz  |
| CRB                 | 0 - 0 | Vitória     |
| Bragantino          | 3 - 2 | Luverdense  |
| Ceará               | 2 - 1 | Boa Esporte |
| Paraná              | 0 - 0 | ABC         |

| Boa Esporte         | 1 - 2 | América Mineiro |
| Oeste               | 1 - 0 | Luverdense      |
| Santa Cruz          | 2 - 0 | Criciúma        |
| Paraná              | 3 - 0 | Macaé           |
| Atlético Goianiense | 0 - 1 | Bragantino      |
| Vitória             | 2 - 3 | Náutico         |
| Botafogo            | 1 - 0 | Bahia           |
| Mogi Mirim          | 0 - 2 | Ceará           |
| Paysandu            | 5 - 1 | CRB             |
| ABC                 | 2 - 3 | Sampaio Corrêa  |

| Bragantino      | 3 - 1 | Mogi Mirim          |
| América Mineiro | 3 - 1 | Paysandu            |
| Ceará           | 3 - 0 | ABC                 |
| Luverdense      | 2 - 0 | Boa Esporte         |
| Bahia           | 1 - 2 | Santa Cruz          |
| Macaé           | 0 - 2 | Vitória             |
| Criciúma        | 1 - 0 | Botafogo            |
| Náutico         | 2 - 0 | Paraná              |
| Sampaio Corrêa  | 1 - 1 | Oeste               |
| CRB             | 4 - 1 | Atlético Goianiense |

| Macaé           | 1 - 1 | Náutico             |
| Mogi Mirim      | 1 - 1 | Paysandu            |
| América Mineiro | 4 - 0 | Vitória             |
| Criciúma        | 3 - 0 | Boa Esporte         |
| Bahia           | 2 - 2 | ABC                 |
| Sampaio Corrêa  | 2 - 0 | Atlético Goianiense |
| Santa Cruz      | 3 - 1 | Oeste               |
| Ceará           | 3 - 0 | Bragantino          |
| Luverdense      | 0 - 1 | Botafogo            |
| CRB             | 2 - 0 | Paraná              |

| Paysandu            | 3 - 2 | Luverdense      |
| ABC                 | 3 - 1 | Mogi Mirim      |
| Oeste               | 1 - 1 | Criciúma        |
| Vitória             | 1 - 0 | Ceará           |
| Botafogo            | 0 - 3 | Santa Cruz      |
| Bragantino          | 3 - 0 | Sampaio Corrêa  |
| Boa Esporte         | 3 - 0 | Bahia           |
| Náutico             | 1 - 1 | CRB             |
| Paraná              | 1 - 0 | América Mineiro |
| Atlético Goianiense | 3 - 4 | Macaé           |

| Atlético Goianiense | 3 - 1 | Oeste          |
| Macaé               | 1 - 1 | Boa Esporte    |
| ABC                 | 1 - 2 | Botafogo       |
| Vitória             | 3 - 0 | Luverdense     |
| Mogi Mirim          | 0 - 3 | Santa Cruz     |
| América Mineiro     | 1 - 1 | Ceará          |
| Paraná              | 0 - 2 | Bragantino     |
| Paysandu            | 1 - 0 | Criciuma       |
| Náutico             | 1 - 0 | Bahia          |
| CRB                 | 2 - 1 | Sampaio Corrêa |

| Boa Esporte    | 2 - 0 | ABC                 |
| Criciuma       | 2 - 1 | CRB                 |
| Luverdense     | 2 - 0 | Mogi Mirim          |
| Bahia          | 1 - 0 | Atlético Goianiense |
| Botafogo       | 0 - 0 | América Mineiro     |
| Bragantino     | 0 - 2 | Náutico             |
| Sampaio Corrêa | 1 - 1 | Paraná              |
| Santa Cruz     | 3 - 1 | Vitória             |
| Ceará          | 1 - 0 | Macaé               |
| Oeste          | 0 - 0 | Paysandu            |

## Estadísticas
| Jugador         | Equipo              | Goles |
| --------------- | ------------------- | ----- |
| Zé Carlos       | CRB                 | 19    |
| Kieza           | Bahia               | 14    |
| Marcelo Toscano | América Mineiro     | 14    |
| Tozim           | Luverdense          | 13    |
| Alan Mineiro    | Bragantino          | 12    |
| Arthur          | Atlético Goianiense | 12    |
| Pipico          | Macaé               | 12    |

| Jugador         | Equipo          | Asist. |
| --------------- | --------------- | ------ |
| Luisinho        | Santa Cruz      | 11     |
| Marcelo Toscano | América Mineiro | 11     |
| Daniel Carvalho | Botafogo        | 10     |
| Eduardo         | Bahía           | 9      |
| Alan Mineiro    | Bragantino      | 8      |
| Yago Picachu    | Paysandu        | 8      |